# روبيرتو براون
روبيرتو رونالدو براون بيريا (بالإسبانية: Roberto Brown) (مواليد 15 يوليو 1977 في بنما) لاعب كرة قدم بنمي دولي يجيد اللعب في خط الهجوم . يلعب حاليا لصالح نادي مونتريال إمباكت الكندي من سنة 2007 .

## روابط خارجية
- روبيرتو براون على موقع الدوري الأمريكي (الإنجليزية)
- روبيرتو براون على موقع إي إس بي إن إف سي (الإنجليزية)
- روبيرتو براون على موقع قاعدة بيانات كرة القدم.إي يو (الإنجليزية)
- روبيرتو براون على موقع ناشيونال فوتبول تيمز (الإنجليزية)
- روبيرتو براون على موقع Soccerbase.com (لاعب) (الإنجليزية)
- روبيرتو براون على موقع Soccerway.com (الإنجليزية)
- روبيرتو براون على موقع عالم كرة القدم.نت (الإنجليزية)